# (936) Кунигунда
(936) Кунигу́нда (лат. Kunigunde) — астероид Главного астероидного пояса. Открыт 8 сентября 1920 года немецким астрономом Карлом Рейнмутом в обсерватории Хайдельберг-Кёнигштуль, Германия. Астероид был назван женским именем, взятым из немецкого ежегодного календаря Lahrer hinkender Bote, и никак не связанным с современниками Рейнмута.

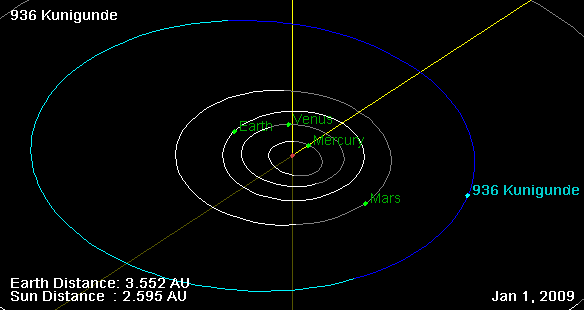
Орбита астероида Кунигунда и его положение в Солнечной системе

Кунигунда не пересекает орбиту Земли, и делает полный оборот вокруг Солнца за 5,54 лет.